# 月丘雅
月丘 雅（つきおか みやび、1989年2月10日 - ）は、日本のAV女優。ティーパワーズ所属。
出身地:青森県。血液型:O型。身長:167cm。スリーサイズ:B86(D)・W58・H88cm。趣味:読書。

## 略歴・人物
2012年より活動している。

## 出演作品
2012年
- 制服美少女おもらしレイプ 監禁され犯される女子○生たち（6月5日、ジャネス）他出演:相沢えみり、園田泉美 ほか
- 金銭感覚ドキュメント!襲撃ゲリラ￥交渉! いつも見かけるカワイイあの娘は「その場で」現金いくら握らせれば強引にSEXできる!?（8月23日、SODクリエイト）他出演:由良真央 ほか
- 静寂な図書館で感じすぎて声を押し殺すウブ娘（9月1日、DOC）他出演:青空小夏、姫咲るい、南ちえり
- 実の母親に売られた不幸過ぎる6人の女子高生（9月6日、ATOM）他出演:あずみ恋、市原さとみ、水城りあ、桐谷凪沙、森川真羽
- 発禁寸前! 未体験 丸見え映像 三人のおねだり女子校生（9月7日、グレイズ）他出演:松下ひかり、みなみ瀬奈
- 裏口入学の為にカラダを差し出す母の情事に興奮した娘が、我慢出来ずに指で慰めていたので襲ってやった（9月11日、DOC）他出演:田中菜留美、菊地遥奈、青空小夏
- 高額バイトに集まってきた素人娘 vol.19（9月21日、最強）他出演:笹木晴、彩瀬希、姫咲るい、愛咲れいら、三上香里菜、藤咲琴音、谷村あゆり、小西レナ、宇佐美なな、青空小夏、青葉ゆう、桂希ゆに ほか
- 週末の終電を逃した泥酔女達が、無防備ダッチワイフ状態で100%ヤレるマンガ喫茶（9月22日、Hunter）他出演:三井レミ、夕陽あかね ほか
- 「カップル限定」マジックミラー号の中で、自慢の彼女を「寝とって」真正中出し! 5（10月6日、SODクリエイト）他出演:篠田ゆう、沢田あいり、桐谷あや ほか
- ヤリ珍ヤリマン中出しサークル日誌 vol.3（10月11日、プレステージ）共演:藤崎小春、若葉りか、市原さとみ
- お嬢様、セックスに目覚める。 01（10月11日、フルセイル）
- 旦那に構ってもらえない清楚な欲求不満妻は肉体労働者の汗のニオイに興奮して…（10月11日、DOC）他出演:谷村あゆり、笹木晴
- 化学部の文化系女子は超むっつりスケベ! 昔から気も体も弱くスポーツが苦手で実験好きだった僕は○校で化学部に入部!色々な楽しい実験を夢見ていたら女子の先輩たちが精子を研究したいらしく僕のチ○ポは実験台にされちゃいました!（10月18日、Hunter）他出演:あずみ恋 ほか
- 援交×サークル=大乱交（11月1日、プレステージ）共演:愛内希、宮下ゆう、杉咲玲奈
- 本気で感じさせる 超敏感 勃起乳首いじり。（11月2日、OFFICE K'S）他出演:雨宮琴音、向井一葉、藤北彩香、大槻ひびき
- 夢の近親相姦! 年頃の姉貴達はミニスカパンチラで毎日勃起してしまう僕のチ○ポを家族に内緒で優しく面倒みてくれているのです（11月8日、SWITCH）他出演:荒木ありさ、波多野結衣、森川ななせ、瀬名あゆむ
- 過激すぎるド素人娘 4時間スペシャル（11月9日、S級素人）他出演:向井一葉、中島のりあ、美保ゆうき、笹木晴
- 中出し淫行 07（11月19日、フルセイル）
- 浜辺の美少女を、本気でヤッちゃいました。vol.02（11月20日、プレステージ）他出演:遠藤あいこ、日向優梨、葵莉乃、池田夏海、麻野みらい、持田美緒、春永いずみ、瞳りん、中川美香
- 婚活でようやく見つけた男にフラれそうになった女は必死の形相で男を食い止め、言う事をなんでも聞いてヤリまくる!!（11月23日、SCOOP）他出演:野村萌香、波多野結衣 ほか
- ウブな人妻企画 生まれて初めての風俗面接 人妻6人240分スペシャル（12月6日、アイエナジー）他出演:大槻ひびき、雨宮琴音、森川ななせ、Maika ほか
- 自慰（オナニー）まみれの危（あぶ）ない誘惑!! 団地住まいの独身女（12月16日、FAプロ）他出演:野宮あかり

2013年
- 母の再婚相手に開発された娘（1月3日、タカラ映像）
- 日本の女性器大図鑑 私のオマ●コ見て下さい♥ 40人4時間DX（1月4日、グレイズ）他出演:野村萌香、前田ちえ、みなみ瀬奈、さとう遥希、平子知歌、立花くるみ、愛代さやか、芹沢つむぎ、上原亜衣、宮地由梨香、栗林里莉、琥珀うた ほか
- 酔いつぶれたOLを拾ってこっそりSEX 5時間 2（1月11日、BAZOOKA）他出演:橘亜希、今井ひろの、友田彩也香、あずみ恋 ほか
- 生中出し新入女子社員 22（1月18日、BAZOOKA）共演:朝倉いつき、坂下えみり、月本衣織、中川美香 ※レンタル作品
- 中央区八重洲OL専門脚ツボ施術院（2月1日、変態紳士倶楽部）他出演:有村まゆか、佐月麻央 ほか
- S-Cute Girls（2月7日、S-Cute）他出演:宮地由梨香、椿ゆい
- ロリ専科 キミだけに語りかけ! ロリっ娘20人! オマ●コぴちゃぴちゃ 指入れ自画撮りオナニー 4時間DX vol.04（2月15日、グレイズ）他出演:中川美香、瀬名あゆむ、ゆうきさやか、武井麻希、姫咲るい、琥珀うた、前田ちえ、板野有紀、桜瀬奈、葉月めぐ、さとう遥希、栗林里莉、佐藤真希、折原ゆうな、藤崎小春、小枝ゆづ希、早乙女ルイ、橘みちる、葵こはる ほか
- 巷で流行っている街コンにガチ潜入!! 『出会いを求めている女とはすぐヤレるのか?』を検証!! 果たして何人の女と性交渉出来るのか!?（2月22日、SCOOP）共演:中島のりあ、向井一葉 他出演:遠藤みちる、日向優梨 ほか
- JK文化祭模擬店・ちら見せオナサポ喫茶 5（4月25日、アロマ企画）共演:木崎実花、このは、早乙女らぶ、木村つな、源すず、桜いちか、茉莉もも
- 突然、パンチラ挑発されパンツで手コかれちゃった僕。 3（4月25日、アロマ企画）他出演:成宮ひより、荒木ありさ、東尾真子、木村つな